# Phaeochrous dissimilis
Phaeochrous dissimilis är en skalbaggsart som beskrevs av Gilbert John Arrow 1909. Phaeochrous dissimilis ingår i släktet Phaeochrous och familjen Hybosoridae. Utöver nominatformen finns också underarten P. d. vietnamicola.